# Stenogymnocnemia ismayi
Stenogymnocnemia ismayi är en insektsart som beskrevs av Tim R. New 1990. Stenogymnocnemia ismayi ingår i släktet Stenogymnocnemia och familjen myrlejonsländor. Inga underarter finns listade i Catalogue of Life.